# フランチェスコ4世 (モデナ公)
フランチェスコ4世（伊: Francesco IV, 1779年10月6日 - 1846年1月21日）は、モデナ＝レッジョ公（在位：1814年 - 1846年）、オーストリア＝エステ大公、ハンガリー王子およびベーメン王子。全名はドイツ語でフランツ・ヨーゼフ・カール・アンブロジウス・シュタニスラウス（Franz Joseph Karl Ambrosius Stanislaus、イタリア語でフランチェスコ・ジュゼッペ・カルロ・アンブロージョ・スタニズラオ（Francesco Giuseppe Carlo Ambrogio Stanislao）。

## 概要
モデナ公の相続人に指名されながら即位できなかったオーストリア大公フェルディナントと、その妃でモデナ公エルコレ3世の娘マリーア・ベアトリーチェの間に第五子としてミラノで生まれた。ナポレオンによって滅ぼされる前のモデナ公エルコレ3世の孫にあたる。
フランチェスコ4世はモデナで死去した。遺体はモデナの聖ヴィンチェンツォ教区教会に葬られている。

## 子女
フランチェスコ4世は1812年6月20日にサルデーニャ王ヴィットーリオ・エマヌエーレ1世の王女マリーア・ベアトリーチェと結婚した。マーリアは姪（姉マリーア・テレーザ王妃の長女）にあたり、2人は非常に近い血縁であったため、ローマ教皇ピウス7世から結婚の際に特免状が出された。
彼女との間には以下の二男二女をもうけた。名前はすべてドイツ語名で記載。
- マリア・テレジア・ベアトリクス・ガエターナ （1817年 - 1886年） - シャンボール伯アンリ妃
- フランツ・フェルディナント・ゲミニアン （1819年 - 1875年） - モデナ公フランチェスコ5世
- フェルディナント・カール・ヴィクトル （1821年 - 1849年）
- マリア・ベアトリクス・アンナ・フランツィスカ （1824年 - 1906年） - モンティソン伯フアン妃